# Барац, Арье
Арье Барац (ивр. אריה ברץ‎; род. 1952, Москва) — израильский писатель и журналист.

## Биография
Родился в 1952 году в Москве. В 1976 году окончил 2-й медицинский институт в Москве. Параллельно с учёбой в институте посещал философские семинары.
С 1992 года проживает в Израиле, в Иудейской пустыне.
Автор нескольких религиозно-философских книг и сотен статей, печатавшихся в израильской газете «Вести». Книги посвящены, главным образом, проблеме взаимоотношения иудаизма и тех аспектов европейской культуры (экзистенциализм, художественная литература), которые можно рассматривать как духовные эквиваленты религии.
В его книгах также рассматриваются перспективы диалога религий, в первую очередь иудаизма и христианства, но также ислама и восточных учений.
Публицистика Арье Бараца посвящена актуальным политическим проблемам Израиля.

## Выборочная библиография
- «Маком Тагор» (Лики Торы).
- «Два имени единого Бога».
- «Недельные чтения Торы».
- «Теология дополнительности».
- «Презумпция человечности (европейская культура в контексте иудаизма)».
- «Там и всегда».
- «Антисемитизм» (сборник статей).